# Siling Shuiku
Siling Shuiku är en reservoar i Kina. Den ligger i provinsen Zhejiang, i den östra delen av landet, omkring 42 kilometer nordväst om provinshuvudstaden Hangzhou. Siling Shuiku ligger 73 meter över havet. Arean är 0,65 kvadratkilometer. I omgivningarna runt Siling Shuiku växer i huvudsak blandskog. Den sträcker sig 0,8 kilometer i nord-sydlig riktning, och 2,0 kilometer i öst-västlig riktning.
Genomsnittlig årsnederbörd är 2 072 millimeter. Den regnigaste månaden är juni, med i genomsnitt 365 mm nederbörd, och den torraste är januari, med 83 mm nederbörd.